# Andrzej Korybut Woroniecki
Andrzej Korybut Woroniecki (ur. 1766 we Lwowie, zm. 1819) – szambelan Stanisława Augusta Poniatowskiego.

## Życiorys

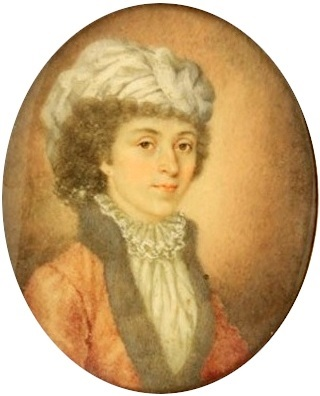
Magdalena z Gruszeckich, żona ks. Andrzeja Korybuta Woronieckiego

Został ochrzczony w 1767 roku (Warszawa).
Pobrał się szlubem w 1791 roku w Warszawie. Żona – Magdalena z Gruszeckich. W małżeństwie mieli syna – Kaliksta.
Szambelan JKM Stanisława Augusta Poniatowskiego. Kawaler orderu Św. Huberta (Bawaria, 1810), kawaler honorowy maltański. 

## Majątki
Właściciel na Chutkowie, Pilznie, Jabłonowie, Horoszy i Dzwonowie.